# Subespècie
Una subespècie és un conjunt de poblacions d'una espècie que tenen caràcters en comú, ocupen únicament una part de la distribució de l'espècie i presenten diferències morfològiques respecte a altres poblacions de la mateixa espècie, generalment degudes a un aïllament geogràfic. Es tracta de la categoria taxonòmica immediatament inferior a l'espècie.
Les distribucions de dues o més subespècies sovint es toquen o se superposen i en aquests llocs es produeix una certa hibridació, amb producció de descendents si fa o no fa fèrtils.

## Nomenclatura
La subespècie s'anomena amb un nom trinomial, a diferència de l'espècie, que rep un nom binomial. El nom està format per tres mots, el binomi específic seguit de l'epítet subespecífic. Per exemple, l'espècie Homo sapiens té actualment dues subespècies que s'anomenen afegint una paraula a continuació del binomi:
- Homo sapiens idaltu, és a dir, Homo sapiens subespècie idaltu
- Homo sapiens sapiens, és a dir, Homo sapiens subespècie sapiens

Segons el Codi Internacional de Nomenclatura Zoològica, la subespècie és la categoria taxonòmica inferior i no se n'admet cap de més baixa, com ara varietat, raça, etc.